# 슬랑오르 FC II

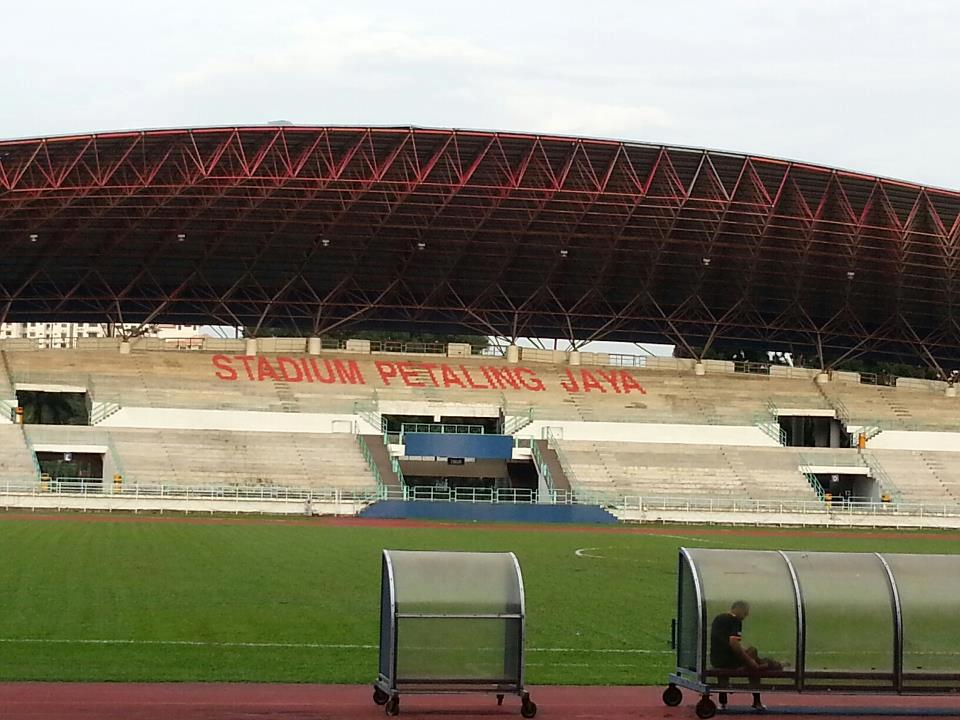

슬랑오르 FC II는 말레이시아의 축구단이다. 슬랑오르 FC의 리저브팀이다.

## 역사
슬랑오르 FC II는 1967년 KSR PKNS라는 이름으로 시작해 2004년 PKNS FC라는 이름으로 재창단되었으나 2019년 슬랑오르 FC의 리저브팀이 되었다.

## 우승
- 말레이시아 프리미어리그: 2011

## 선수 명단

### 역대
틀:말레이시아 프리미어리그